# Lasiocarpus salicifolius
Lasiocarpus salicifolius är en tvåhjärtbladig växtart som beskrevs av Frederik Michael Liebmann. Lasiocarpus salicifolius ingår i släktet Lasiocarpus och familjen Malpighiaceae. Inga underarter finns listade i Catalogue of Life.